# ستيف شيوتشي
ستيفاني تشيوتشي (من مواليد 6 ديسمبر 1988) هي لاعبة كرة قدم أسترالية تلعب في نادي كولينغوود لكرة القدم في دوري كرة القدم للسيدات (AFLW). عملت كقائد لفريق كولينغوود منذ الموسم الافتتاحي للمسابقة في عام 2017، وشغلت منصب القبطان المشارك جنبًا إلى جنب مع بريانا دافي منذ موسم 2021.